# Michael White (snooker)
Michael White, né le 5 juillet 1991 à Neath, est un joueur  professionnel de snooker. Sa vitesse de jeu lui a valu le surnom de « Lightning ». Il remporte son premier titre de tournoi classé à l'Open d'Inde 2015, puis son deuxième au Classique Paul Hunter 2017. Il a réalisé plus de 160 centuries en carrière.
En juillet 2024, White est radié de la fédération internationale de snooker, étant impliqué dans une affaire de violence conjugale, pour laquelle il est condamné à trois années d'emprisonnement.

## Carrière

### Jeunesse et débuts professionnels
White se distingue pour la première fois en devenant le plus jeune joueur à réaliser un century break en compétition, à l'âge de 9 ans. Il accumule les titres en junior et en amateur, et devient professionnel en 2007, à 15 ans. White ne remporte que quatre matchs durant sa première saison sur le circuit principal, ce qui lui coûte d'en être éliminé. Il regagnera sa place l'année suivante.
White manque de justesse une qualification à la finale du championnat du circuit des joueurs 2012 : il termine en 25e position du classement de l'ordre du mérite, alors que seuls les 24 premiers sont sélectionnés. Il doit principalement cette place à une demi-finale au trophée Kay Suzanne, où ses chances de remporter le titre sont anéanties par Ronnie O'Sullivan, qui le bat 4-2.

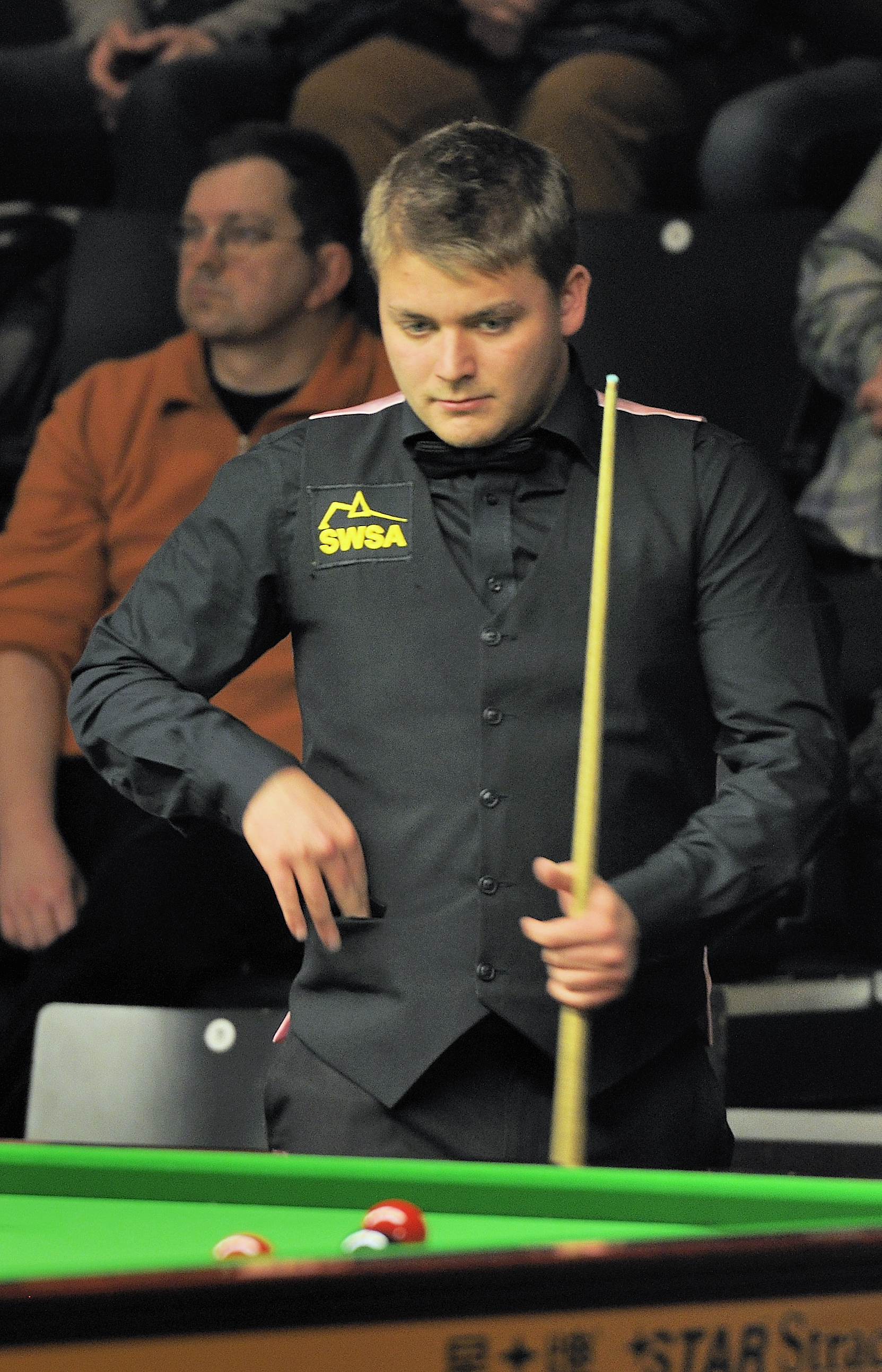
Michael White au Masters d'Allemagne en 2014.

### Point culminant (2013-2017)
White se qualifie pour le championnat du monde de snooker 2013, sa première participation. Il bat son compatriote et double vainqueur du tournoi, Mark Williams au premier tour (10-6). Williams admit qu'il avait été dominé dans tous les compartiments du jeu. White enchaîne par une victoire aisée face au qualifié Dechawat Poomjaeng en huitièmes de finale, lui offrant une place en quarts de finale. Il s'incline contre l'Anglais Ricky Walden. White grimpe à la 34e place mondiale, ayant progressé de 20 places depuis le début de la saison.
L'année suivante, il retrouve le no 3 mondial Mark Selby au premier tour du championnat du monde. White échoue lors de la manche décisive, malgré une remontée au score prodigieuse : mené 5-1 et 8-4, il parvient à rattraper son retard.
Au premier tour du Masters de Shanghai, alors dominé par Neil Robertson (3-0), White réussit à s'imposer dans la manche décisive (5-4), puis élimine Ryan Day pour une place en quarts de finale. White effectue un autre retour au score pour pousser Mark Allen dans une manche décisive, mais s'incline.
En mars 2015, il remporte son premier titre professionnel au Snooker-Shoot-Out, tournoi dans lequel les rencontres se jouent avec une contrainte de temps. White s'impose contre Xiao Guodong en finale, en empochant les dernières billes en seulement six secondes. Il gagne ensuite l'Open d'Inde, sa première victoire classée (ranking). En finale contre Ricky Walden, il inscrit un total de 419 points, contre 27 pour son adversaire, remportant le match sur le score de 5 manches à 0.
White commence parfaitement sa saison 2015-2016, en atteignant les quarts de finale de l'Open d'Australie, où il est battu de justesse par Jamie Jones, 5-4. Après une défaite prématurée au premier tour du championnat du Royaume-Uni, contre Sydney Wilson, 114e joueur mondial, White réalise sa première finale dans un tournoi du circuit européen, l'Open de Gibraltar, grâce à une victoire face au champion du monde en titre, Stuart Bingham en demi-finale. Il est toutefois battu par le Hong Kongais Marco Fu, avec le score de 4-1.

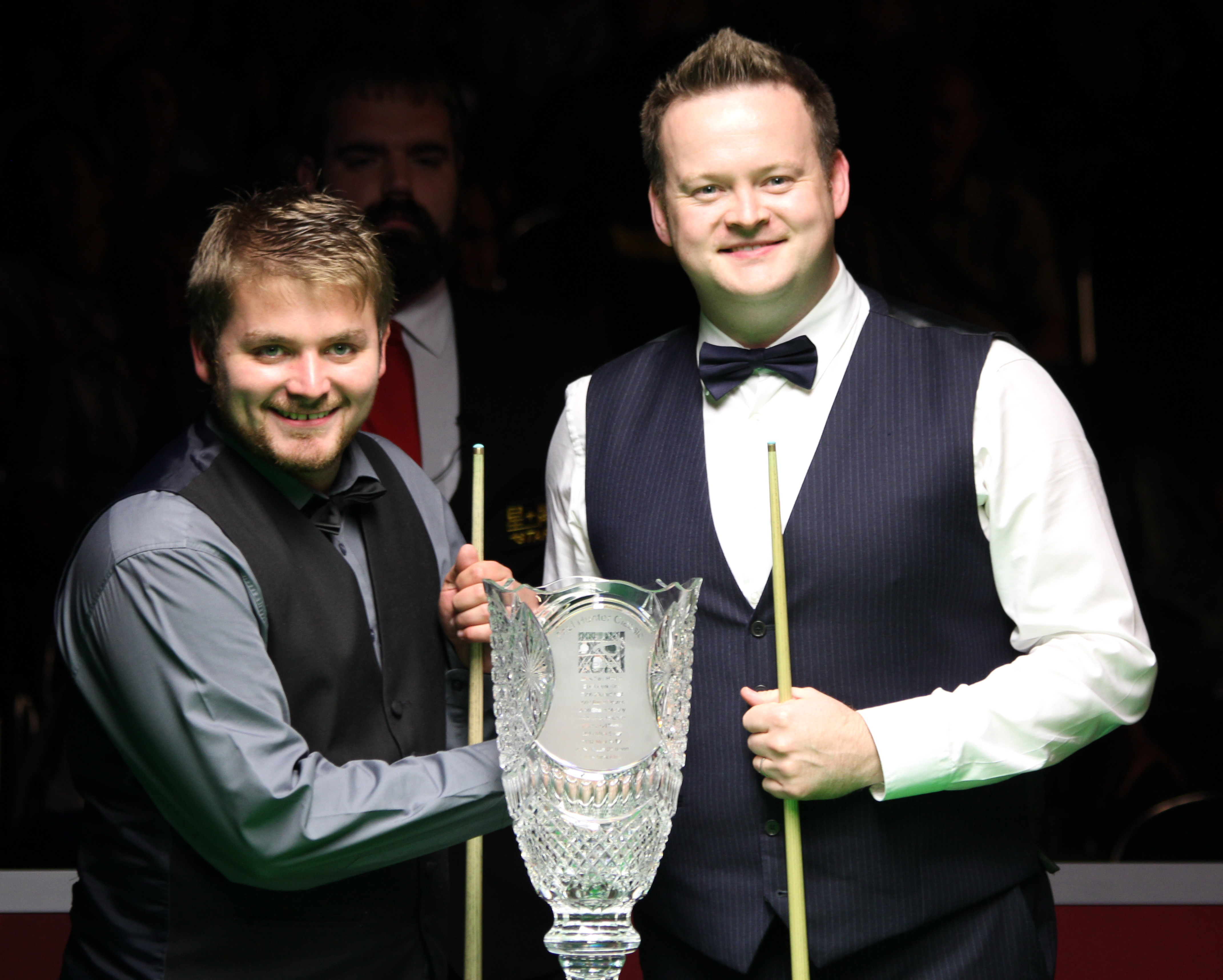
Michael White et Shaun Murphy (à droite), en 2017, lors de la finale du Classique Paul Hunter.

Éliminé au premier tour du championnat du monde 2016 par Sam Baird 10 manches à 7, White révèle qu'il souffre de dépression, accentuée par la tension des matchs de snooker au haut niveau.
Des victoires contre Ricky Walden (5-4) et Judd Trump (5-3) lui permettent d'accéder aux quarts de finale du Masters de Shanghai, mais il est balayé par Stephen Maguire (5-1). White réitère cette performance à l'Open d'Irlande du Nord la même année. Il se fait éliminer par Barry Hawkins.
En 2017, au Classique Paul Hunter, White se débarrasse du tenant du titre, Mark Selby en huitièmes de finale, puis remporte le tournoi, son second titre classé, en battant le champion du monde de 2005, Shaun Murphy (4-2).

### Perte de vitesse et relégation (2018-2022)
Il entame ensuite une période de méforme, dans laquelle il descend au classement mondial, par manque de résultats. Malgré une demi-finale lors du Snooker Shoot-Out 2019 et un huitième de finale au championnat du Royaume-Uni 2019, il termine la saison 2019-2020 en dehors du top 64 du classement, mettant en danger ses chances de conserver son statut de joueur professionnel.
Relégué dans les rangs amateurs, Michael White s'engage aux qualifications pour le championnat du monde et réussit l'exploit de rejoindre le tableau final en battant notamment Mark King et Jordan Brown (10-8), devenant seulement le deuxième joueur amateur à réussir cette performance. Il y est balayé par Mark Williams (10-3). Il s'assure par ailleurs de redevenir professionnel pour deux ans.

### Retour sur le circuit et suspension brutale (2023-)
Au Snooker Shoot-Out 2023, Michael White réussit son premier quart de finale depuis quatre ans.
Le 11 juillet 2024, Michael White est condamné à trois années d'emprisonnement pour avoir agressé violemment son ancienne petite amie,,. Dans la foulée du jugement, le conseil d'administration de la World Professional Billiards and Snooker Association décide de radier White de la fédération avec effet immédiat, estimant que des comportements de ce type ne sont pas tolérables de la part d'un membre de la WPBSA,. Le tabloïd britannique The Sun précise que le Gallois pourra reprendre sa carrière une fois sa peine purgée.

## Palmarès
| Légende | Catégorie                      | Titres                         | Finales                        |
|         | Tournois classés               | 2                              | 0                              |
|         | Tournois classés mineurs       | 0                              | 1                              |
|         | Tournois non classés           | 1                              | 0                              |
|         | Tournois pro-am                | 2                              | 0                              |
|         | Circuit du challenge           | 0                              | 1                              |
|         | Tournois amateurs              | 3                              | 2                              |
| Gras    | Tournois de la triple couronne | Tournois de la triple couronne | Tournois de la triple couronne |

### Titres

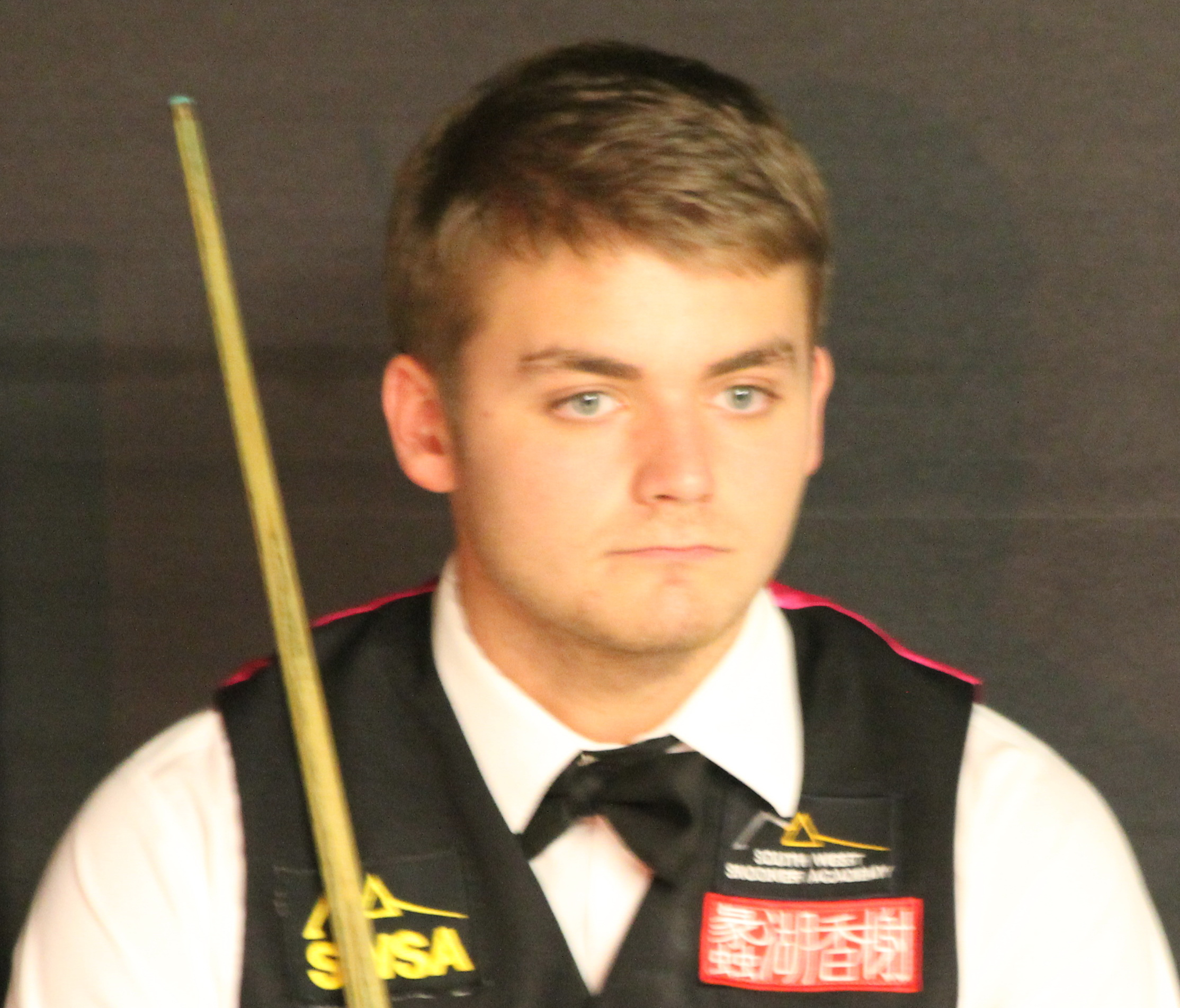
White (photographié en 2012).

| Saison    | Nom du tournoi                                   | Lieu           | Finaliste       | Score | Tableau |
| 2005      | Championnat du monde amateur                     | Prestatyn      | Mark Boyle      | 11-5  |         |
| 2007      | Championnat d'Europe amateur des moins de 19 ans | Prestatyn      | Vincent Muldoon | 6-2   |         |
| 2009      | Championnat du pays de Galles amateur            | Pays de Galles | Darren Morgan   | 8-2   |         |
| 2009      | Open Pontins (étape 2)                           | Prestatyn      | Paul Davison    | 5-3   |         |
| 2009      | Open Pontins (étape 4)                           | Prestatyn      | Ken Doherty     | 5-4   |         |
| 2014-2015 | Snooker Shoot Out                                | Blackpool      | Xiao Guodong    | 1-0   | Tableau |
| 2014-2015 | Open d'Inde                                      | Mumbai         | Ricky Walden    | 5-0   | Tableau |
| 2017-2018 | Classique Paul Hunter                            | Fürth          | Shaun Murphy    | 4-2   | Tableau |

### Finales
| Saison    | Nom du tournoi                             | Lieu           | Finaliste     | Score | Tableau |
| 2005      | Championnat du pays de Galles amateur      | Pays de Galles | Andrew Pagett | 4-6   |         |
| 2008-2009 | Séries Internationales Pontins (épreuve 3) | Prestatyn      | Shokat Ali    | 3-6   |         |
| 2015-2016 | Open de Gibraltar                          | Gibraltar      | Marco Fu      | 1-4   | Tableau |
| 2021-2022 | Q Tour n°2                                 | Llanelli       | Si Jiahui     | 4-5   |         |